# Вайсвурст
Вайсвурст (на немски: Weisswurst) е традиционна баварска наденица, с бял цвят, произведена от много фино смляно телешко месо, сланина, магданоз, сол, джинджифил, лук, кардамон и лимон. Продуктите се смесват добре и с тях се пълнят животински черва. Традиционно се консумира на закуска с прецел, сладка горчица и пшенична бира. Произвежда се ежедневно и се сервира в ресторантите до обяд.
Приготвят се за консумация, като наденичките се потапят за около 15 минути в гореща (не вряща) вода и се поднасят на масата в купа, заедно с водата в която са приготвени, за да запазят максимално топли.
При консумация обвивката от естествено черво се премахва (не се консумира).